# Târgu Lăpuș
Târgu Lăpuș (rumænsk udtale: [ˌtɨrɡu ləˈpuʃ]; Ungarsk: Magyarlápos; tysk: Laposch) er en by i distriktet Maramureș i det nordlige Transsylvanien, Rumænien. Den administrerer tretten landsbyer: Boiereni (Boérfalva), Borcut (Borkút), Cufoaia (Kohópatak), Dămăcușeni (Domokos), Dobricu Lăpușului (Láposdebrek), Dumbrava (Kisdebrecen), Fântânele (indtil 1960 Poiana Porcului); Lápospataka), Groape (Groppa), Inău (Ünőmező), Răzoare (Macskamező), Rogoz (Rogoz), Rohia (Rohi), og Stoiceni (Sztojkafalva).
Byen har 11.163 (2021) indbyggere.

## Geografi
Byen ligger i den nordvestlige udkant af Transsylvanske Plateau, ved foden af Lăpuș-bjergene. Den ligger på bredden af floden Lăpuș og af dens biflod, floden Suciu, der løber ud i Lăpuș i landsbyen Dămăcușeni. Den 36 km lange Lăpuș Kløften er et beskyttet område på den vestlige side af byen, mellem landsbyerne Răzoare og Remecioara. Lacul Lighet er et reservoir i den sydøstlige del af byen; med et overfladeareal på 4 hektar, er den med en bestand af karper og aborre. 
Târgu Lăpuș ligger i den sydlige del af Maramureș, på grænsen til distrikterne Cluj og Sălaj. Den er centrum for den etnografiske region Țara Lăpușului.

## Galleri
- Trækirke i Rogoz
- Kirke i Fântânele
- Trækirke i Groape
- Trækirke i Dumbrava
- Trækirke i Stoiceni
- Politistation og tidligere rådhus (19. århundrede)
- De hellige ærkeengles kirke i Rogoz (1633)
- Rohiaklosteret (1923)